# ヒース–ジャロー–モートン・フレームワーク
ヒース–ジャロー–モートン・フレームワーク（英: Heath–Jarrow–Morton framework, HJM framework）とは、利子率の曲線、具体的には（単純なフォワードレートに対する）瞬間的なフォワードレートカーブの変化をモデル化するための一般的なフレームワークである。瞬間的なフォワードレートのボラティリティとドリフトが非確率的であると仮定されるのであれば、このフレームワークはフォワードレートのガウシアン・ヒース–ジャロー–モートン・モデルとして知られている。単純なフォワードレートの直接的なモデル化として、LIBORマーケットモデルのBrace–Gatarek–Musiela モデルがある。
HJMフレームワークはデビッド・ヒース（英: David Heath）、ロバート・ジャロー（英: Robert A. Jarrow）、アンドリュー・モートン（英: Andrew Morton）がコーネル大学のワーキングペーパーとして提出した Bond pricing and the term structure of interest rates: a new methodology (1987)と Bond pricing and the term structure of interest rates: a new methodology (1989) (1987年のワーキングペーパーの改訂版)に端を発している。しかしながら、HJMフレームワークには批判もあり、ポール・ウィルモットをして、HJMフレームワークは「...実際、過ちを隠すようなものだ」（"...actually just a big rug for [mistakes] to be swept under"）と言われている。

## フレームワーク
HJMフレームワークの鍵となるのは、ある変数の無裁定価格理論における変動のドリフトがそれらの変数のボラティリティや相関係数の関数として表現できることである。言い換えれば、ドリフトを推定する必要がなくなる。
HJMフレームワークによるモデルは、HJMフレームワーク型のモデルがフォワードレートカーブの全ての変動を捉えるという意味で、ショートレートモデルとは異なっている。一方、ショートレートモデルはカーブの点（ショートレート）の変動のみを捉えている。
しかしながら、HJMフレームワークによるモデルはしばしばマルコフ性を失い、無限次元のモデルとなりさえする。多くの研究者がこの問題の解決に当たって貢献をしている。研究者たちはフォワードレートのボラティリティ構造がある条件を満たす時、HJMフレームワークは有限次元のマルコフ型システムとして完全に表現でき、計算可能になることを示した。例えば、1ファクター2状態変数モデルなどが含まれる。

## 数学的定式化
Heath, Jarrow and Morton & (1992) によって発展したモデルのクラスはフォワードレートのモデリングが基礎となっているが、期間構造の変化の複雑さをすべて捉えるものではない。
HJMモデルにおいてはまず、瞬間的なフォワードレート {\displaystyle \textstyle f(t,T)}, {\displaystyle \textstyle t\leq T} が導入される。これは、時間 {\displaystyle \textstyle t} から見た、時間 {\displaystyle \textstyle T} までの連続複利として定義されている。債券価格とフォワードレートの関係は以下のようにして定義される。
{\displaystyle P(t,T)=e^{-\int _{t}^{T}f(t,s)ds}}
ここで、{\displaystyle \textstyle P(t,T)} は時点 {\displaystyle \textstyle t} における満期が {\displaystyle \textstyle T\geq t} のゼロ・クーポン債価格である。無リスクのマネーマーケットアカウントは同様に以下のように定義される。
{\displaystyle \beta (t)=e^{\int _{0}^{t}f(u,u)du}}
最後の方程式により、無リスクのショートレート {\displaystyle \textstyle f(t,t)\triangleq r(t)} が定義できる。HJMフレームワークではリスク中立測度 {\displaystyle \textstyle \mathbb {Q} } の下での {\displaystyle \textstyle f(t,s)} の変動が以下のように定まる。
{\displaystyle df(t,s)=\mu (t,s)dt+{\boldsymbol {\Sigma }}(t,s)dW_{t}}
ここで {\displaystyle \textstyle W_{t}} は {\displaystyle \textstyle d} 次元のウィーナー過程であり、{\displaystyle \textstyle \mu (u,s)}, {\displaystyle \textstyle {\boldsymbol {\Sigma }}(u,s)} は {\displaystyle \textstyle {\mathcal {F}}_{u}} 適合過程である。今、{\displaystyle \textstyle f} の変動に基いて、{\displaystyle \textstyle P(t,s)} の変動と、リスク中立価格付けを満たす為に必要な条件を見つけよう。ここで以下の確率過程を定義する。
{\displaystyle Y_{t}\triangleq \log P(t,s)=-\int _{t}^{s}f(t,u)du}
{\displaystyle \textstyle Y_{t}} の変動はライプニッツの積分法則によって得られる。
{\displaystyle {\begin{aligned}dY_{t}&=f(t,t)dt-\int _{t}^{s}df(t,u)du\\&=r_{t}dt-\int _{t}^{s}\mu (t,u)dtdu+{\boldsymbol {\Sigma }}(t,u)dW_{t}du\end{aligned}}}
{\displaystyle \textstyle \mu (t,s)^{*}=\int _{t}^{s}\mu (t,u)du}, {\displaystyle \textstyle {\boldsymbol {\Sigma }}(t,s)^{*}=\int _{t}^{s}{\boldsymbol {\Sigma }}(t,u)du} が定義可能であり、{\displaystyle \textstyle Y_{t}} の変動についての式においてフビニの定理を用いることが出来るのならば、以下が成立する。
{\displaystyle dY_{t}=\left(r_{t}-\mu (t,s)^{*}\right)dt-{\boldsymbol {\Sigma }}(t,s)^{*}dW_{t}}
伊藤の補題より、{\displaystyle \textstyle P(t,T)} の変動は次のようになる。
{\displaystyle {\frac {dP(t,s)}{P(t,s)}}=\left(r_{t}-\mu (t,s)^{*}+{\frac {1}{2}}{\boldsymbol {\Sigma }}(t,s)^{*}{\boldsymbol {\Sigma }}(t,s)^{*T}\right)dt-{\boldsymbol {\Sigma }}(t,s)^{*}dW_{t}}
しかし、{\displaystyle \textstyle {\frac {P(t,s)}{\beta (t)}}} はリスク中立測度 {\displaystyle \textstyle \mathbb {Q} } の下でマルチンゲールでなくてはならない。よって {\displaystyle \textstyle \mu (t,s)^{*}={\frac {1}{2}}{\boldsymbol {\Sigma }}(t,s)^{*}{\boldsymbol {\Sigma }}(t,s)^{*T}} が成り立たなければならない。これを {\displaystyle \textstyle s} について微分することで次が得られる。
{\displaystyle \mu (t,u)={\boldsymbol {\Sigma }}(t,u)\int _{t}^{u}{\boldsymbol {\Sigma }}(t,s)^{T}ds}
この式から最終的に {\displaystyle \textstyle f} の変動は以下のようにならなくてはならないことが分かる。
{\displaystyle df(t,u)=\left({\boldsymbol {\Sigma }}(t,u)\int _{t}^{u}{\boldsymbol {\Sigma }}(t,s)^{T}ds\right)dt+{\boldsymbol {\Sigma }}(t,u)dW_{t}}
これにより、{\displaystyle \textstyle {\boldsymbol {\Sigma }}} の選択に基いた債券や利子率のデリバティブの価格付けが可能になる。